# Чжэн Чжэминь
Чжэн Чжэминь  (кит. трад. 鄭哲敏, упр. 郑哲敏, пиньинь Zhèng Zhémǐn; 2 октября 1924, Цзинань — 25 августа 2021, Пекин ) — китайский физик, механик, «отец китайской физики взрыва». Академик Китайской академии наук и Китайской инженерной академия, иностранный член Национальной инженерной академии США, лауреат Высшей премии КНР за успехи в научно-техникической области.

## Биография
Окончил Университет Цинхуа в 1947 году. В 1952 году после обучения в Калифорнийском технологическом институте в США от получил докторскую степень под руководством Цянь Сюэсэня, который впоследствии стал «отцом» китайской ракетно-космической программы. Вернулся в  Китай в 1955 году и начал работать в Институте механики Китайской академии наук, занимаясь физикой и механикой взрыва — в том числе в должности директора института.
В 1983 году вступил в КПК. 

## Научные интересы
Чжэн Чжэминь разработал теорию и основы технологии штамповки изделий (в том числе для китайских космических технологий и производства танков) с помощью взрыва. Он также разрабатывал технологии для гражданского строительства, в том числе для предотвращения взрывов при производстве угля и уплотнения мягких фундаментов подводных сооружений с помощью взрыва.
Чжэн Чжэминь разработал модель механики сплошных сред,  пригодную для описания подземных ядерных взрывов и бронебойных снарядов и успешно применял её для решения задач конструирования и расчётов различных систем вооружения.

## Награды и премии
- 1980 - академик Китайской академии наук.
- 1993 - иностранный член Национальной инженерной академии США.
- 1994 - академик Китайской инженерной академии[3].
- 2012 - Национальная высшая награда в области науки и техники[4][2].